# Separate Ways
Separate Ways es una película estadounidense de drama de 1981, dirigida por Howard Avedis, que a su vez la escribió junto a Leah Appet y Marlene Schmidt, musicalizada por John Cacavas, en la fotografía estuvo Dean Cundey y los protagonistas son Karen Black, Tony Lo Bianco y Arlene Golonka, entre otros. El filme fue producido por Hickmar Productions y se estrenó el 1 de mayo de 1981.

## Sinopsis
Una mujer que no está feliz con su matrimonio empieza un romance con un estudiante de arte, sin tener conocimiento de que su esposo, un piloto de carreras, también tiene una amante.